# Hokuto (Hokkaido)
Hokuto (jap. 北斗市, Hokuto-shi) – miasto w Japonii, w prefekturze Hokkaido, w podprefekturze Oshima. Miasto ma powierzchnię 397,44 km². W 2020 r. mieszkały w nim 44 302 osoby, w 18 261 gospodarstwach domowych  (w 2010 r. 48 032 osoby, w 18 302 gospodarstwach domowych) .
Miasto zostało założone 1 lutego 2006 w wyniku połączenia miasta Kamiiso z powiatu Kamiiso i Ōno z powiatu Kameda.